# Passeggiata sotto la pioggia di primavera
Passeggiata sotto la pioggia di primavera (A Walk in the Spring Rain) è un film del 1970 diretto da Guy Green.